# O Segredo da Flor de Ouro
O Segredo da Flor de Ouro (em chinês:  太乙金華宗旨, transl. Tàiyǐ Jīnhuá Zōngzhǐ) é um livro taoista chinês sobre meditação neidan (alquimia interior), que também mistura ensinos budistas com alguns pensamentos confucianos. Ele foi confeccionado por meio da escrita de espíritos (fuji), através de dois grupos, em 1688 e 1692. Foi imensamente popular na dinastia Qing e reformulado como um texto do Quanzhen, porém sua origem é a tradição Jingming. Após a divulgação da tradução por Richard Wilhelm com comentário de Carl Gustav Jung, foi popularizado modernamente entre os ocidentais como um "clássico religioso" chinês e é lido em círculos psicológicos por considerações da psicologia analítica e transpessoal sobre as meditações do taoismo, embora receba pouca atenção no Oriente.

## História

### Origens
Em estudos conclusivos por Monica Esposito e Mori Yuria, confirma-se de registros documentais que o livro foi produzido pela escrita de espíritos (fuji) por grupos de dois altares devotados a Lü Dongbin: Bailong jingshe ("Assembleia Pura do Dragão Branco", 白龍精舍) e um ramo de Gu hongmei ge ("Antigo Salão de Ameixa Vermelha", 古紅梅閣) em Piling. Os membros de ambos se referiam como pertencentes à escola do Puro Brilho (Jingming dao, 淨明道), associada ao culto do imortal Xu Xun. Anteriormente, Chung-Yuan Chan também havia estudado a origem do texto como tendo sido recebido por meio do "lápis-espírito voador", conforme afirma nas conferências de Eranos em 1956. O Segredo da Flor de Ouro se tornou um dos textos taoistas mais conhecidos no Ocidente como um clássico religioso chinês difundido após a tradução de Richard Wilhelm com comentários por Carl Gustav Jung, mas recebe pouca atenção por estudiosos orientais.

No começo da dinastia Qing, havia seguidores de Xu Xun que recebiam textos de práticas alquímicas contemplativas (alquimia interna) e de autocultivo por meio de escrita de espíritos. O Segredo da Flor de Ouro foi recebido de início de forma incompleta em um primeiro grupo, em 1688; ficou incabado quando sete de seus recipientes faleceram. Em 1692, foi continuado pelo outro grupo. Alega-se que os ensinos de Xu Xun foram transmitidos por espíritos intermediários: Lü Dongbin, Qiu Chuji e Tan Chuduan. Como os escritos de Xu Xun haviam desaparecido por gerações, o texto foi considerado pelos membros do Puro Brilho como exigindo a fundação de uma nova seita taoista, que foi chamada de "Linhagem Ritual da Grande Unidade". Pan Yi'an (彭伊安), um dos recipientes da obra, descreve processo de composição inicial de sua primeira parte:
"Pelo que me lembro, foi no ano wushen [1668] que nosso santo patriarca Chunyang [isto é, Lü] começou a transmitir as 'Instruções'. Ninguém além destes sete recebeu esta transmissão. O ensinamento mais profundo foi [expresso em] não mais do que uma ou duas palavras. Não podia ser colocado em palavras e letras. Depois, os sete questionaram o Patriarca em detalhes. Como nosso santo patriarca não poupou misericórdia em dar esclarecimentos, [seus ensinamentos foram] compilados por dias e meses. Eventualmente, eles compuseram um volume."
Segundo os recipientes do texto, o patriarca Lü lhes contou que, graças a esse texto e seus ensinamentos, eles obteriam a imortalidade anunciada pela profecia da "Areia do Dragão", importante desde o contexto do surgimento do culto de escrita de espíritos, no século XII.
Há seis diferentes edições restantes do texto, tendo ele sido fundamental para várias linhagens do taoismo. Tornou-se uma escritura doutrinal central do cânone da escola Longmen por meio da popularização por Min Yide (1758-1836), o qual atribuiu-lhe importância como um "plano para a cura do mundo".

### Especulações de Wilhelm
Richard Wilhelm, enquanto missionário na China, obteve uma cópia reimpressa em Pequim na década de 1920, de membros ditos um "grupo esotérico". Segundo Wilhelm, o editor chinês (Zhanran Huizhenzi) se baseou em uma versão incompleta do século XVII de um bloco de madeira para xilogravura que ele descobrira em uma livraria, à qual este completou posteriormente com um livro de um amigo. O livreiro de Pequim imprimia apenas alguns milhares de cópias da obra a um público seleto, que incluiu Wilhelm. Wilhelm traduziu o texto ao alemão em 1929, que foi lido por seu amigo Carl Gustav Jung. A versão em inglês, traduzida do alemão por Cary Baynes, foi publicada em 1931 com comentários de Jung.

Wilhelm levantara a hipótese (que hoje se sabe errônea a partir dos estudos atuais) de que a chegada do cristianismo nestoriano à China em 635 d.C. na dinastia Tang e sua perseguição pelas seitas de Confúcio em 840 apoiava a noção de que O Segredo da Flor de Ouro poderia muito bem ser ensinamentos cristãos criptografados usados pelos padres nestorianos chineses da Religião Luminosa (Chin-tan-Chiao). "Chin-Tan-Chaio", quando traduzido, foi lido como a possibilidade "Religião do Elixir Dourado da Vida", também chamada de Religião Luminosa, cujas práticas e filosofias foram incluídas em O Segredo da Flor de Ouro. A chegada de um bispo cristão nestoriano em 635 d.C. e a incorporação do cristianismo oriental na China pelo imperador Taizong de Tang teriam causado o estabelecimento da religião luminosa em 635 d.C. Os sacerdotes que tempos depois enfrentariam as perseguições em 840 pelo imperador Wuzong de Tang teriam sido forçados a criptografar seus ensinamentos e escondê-los em cavernas. Richard Wilhelm tenta elaborar essas especulações:
"Talvez pareça notável a muitos leitores europeus que apareçam nos textos ditos familiares a ele dos ensinamentos cristãos. Enquanto, por outro lado, essas mesmas coisas bem conhecidas que na Europa são muitas vezes tomadas como frases eclesiásticas, recebem aqui uma perspectiva bastante diferente. Por causa da conexão psicológica em que são usadas..." (Página 8 de sua tradução)
“No período T'ang a religião de uma tribo turca, os uigures, que eram aliados do imperador, era o ramo nestoriano do cristianismo; teve grande popularidade, como testemunha o conhecido monumento nestoriano em Sianfu, erguido em 781, e com uma inscrição chinesa e siríaca. Assim, as conexões entre os nestorianos e Chin-tan-chaio são bem possíveis..." (Página 9)
"Timothy Richard chegou ao ponto de considerar o Chin-tan-chiao simplesmente uma sobrevivência dos antigos nestorianos. Ele foi levado a sua visão por certo acordo no ritual e certas tradições dos membros Chin-tan-Chiao que se aproximam da prática cristã..."
Wilhelm sugeriu que o suposto autor Lü Dongbin, anteriormente referido como Lü Yen, poderia ter sido da fé cristã nestoriana.

## Métodos

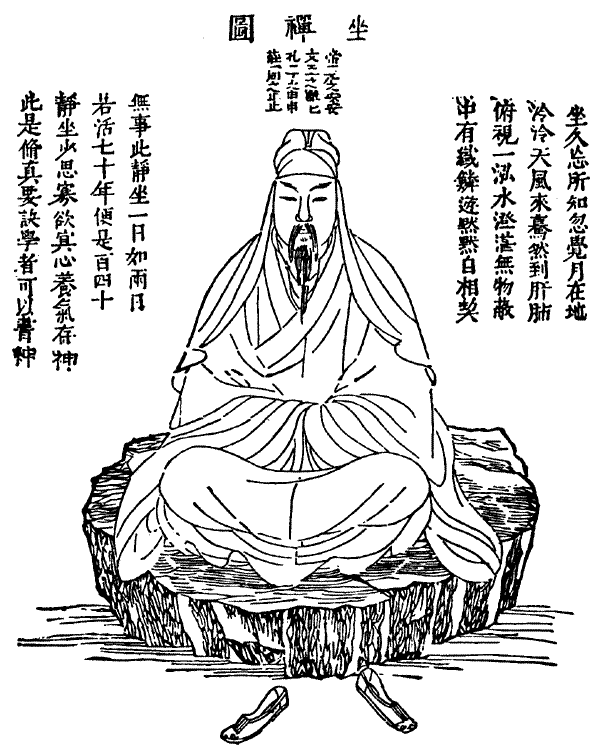
Primeira fase da meditação

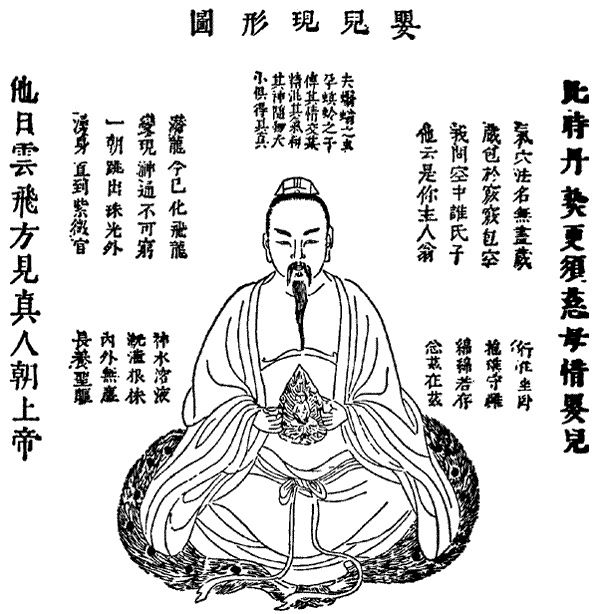
Segunda fase da meditação

Apesar da variedade de impressões, interpretações e opiniões expressas pelos tradutores, a técnica de meditação descrita por O Segredo da Flor de Ouro é um método direto e silencioso; a descrição da meditação do livro foi caracterizada como "Zen com detalhes". A técnica de meditação, apresentada em linguagem poética, reduz-se a uma fórmula de sentar, respirar e contemplar.
Christopher Cott e Adam Rock descrevem-no segundo o contexto da doutrina taoista. A prática envolve exercícios meditativos sobre a alma espiritual (hun) e o espírito primordial. Em contraste com a alma material (po), a alma espiritual reside no coração-mente (xin) celestial e é o qi yang obtido do cosmos. Ela é descrita como uma casa onde "a luz" é o mestre, sendo o palco para a "virada da luz em redor". O procedimento consiste em refinar a alma material e interromper o pensamento conceitual (do mundo dos sentidos) por meio dessa meditação; assim, a natureza verdadeira do espírito primordial seria revelada. Praticantes devem estar cientes de estados como "submersão na escuridão" (cessar do pensamento conceitual). Eles resumem a obra em três estágios: o inicial é o de se "harmonizar a respiração", em que ainda há predomínio da mente conceitual, mas se utiliza a respiração no coração-mente e o coração-mente na respiração para acalmar essa consciência. Um segundo estágio envolve aspectos energéticos e mentais (metáfora da interação entre Água e Fogo). O terceiro estágio ("virar a luz ao redor") é final pela culminância da quiescência mental, incubando-se o espírito no qi ("Céu entrando na Terra").
Sentar se relaciona principalmente com uma postura reta. A respiração é descrita em detalhes, principalmente em termos da fisiologia esotérica do caminho do qi. O caminho da energia associado à respiração foi descrito como semelhante a uma roda interna alinhada verticalmente com a coluna. Quando a respiração está estável, a roda gira para frente, com a energia da respiração subindo atrás e descendo à frente. Maus hábitos respiratórios (ou má postura, ou mesmo maus pensamentos) podem fazer com que a roda não gire ou se mova para trás, inibindo a circulação da energia essencial da respiração. Na contemplação, observam-se os pensamentos à medida que surgem e desaparecem.
A técnica de meditação é complementada por descrições de afirmações de progresso no decorrer de uma prática diária, sugerindo etapas que podem ser alcançadas e fenômenos que podem ser observados, como sensação de leveza (ex: flutuar para cima ou leve levitação). Tais benefícios são atribuídos à melhoria da energia interna associada à circulação da energia da respiração, melhorias que aliviam os impedimentos existentes anteriormente. Vários desenhos retratam imagens relevantes para a evolução pessoal de um praticante de meditação, imagens que podem ser um pouco confusas em termos de pura análise racional. "Somente depois de cem dias de trabalho consistente, só então a luz é genuína; só então pode-se começar a trabalhar com o fogo do espírito."
A primeira dessas ilustrações representa os primeiros cem dias, ou "reunir a luz". A segunda representa uma emergência da consciência meditativa. O terceiro estágio representa uma consciência meditativa que existe mesmo na vida cotidiana e mundana. O estágio quatro representa uma percepção meditativa superior, onde todas as condições são reconhecidas. Então, condições variadas são retratadas como percebidas separadamente, mas cada percepção separada é parte de um todo de consciência.

## Traduções

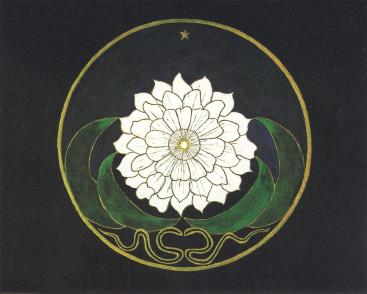
Mandala feita antes de 1929 por um paciente anônimo de Jung e representando a "flor dourada", o nome chinês para o arquétipo do Si Mesmo, incluído em O Segredo da Flor de Ouro

O Segredo da Flor de Ouro foi traduzido pela primeira vez para o alemão pelo sinólogo Richard Wilhelm, amigo de Carl Jung, que havia sido apresentado ao trabalho por seu professor chinês. A obra foi posteriormente traduzida do alemão para o inglês por Cary F. Baynes.
A versão que Wilhelm utilizou à sua tradução em alemão tinha 8 capítulos. Segundo Catherine Despeux e Livia Kohn, essa edição usada foi a de um "O Suplemento ao Cânone Taoísta" de 1834. Thomas Cleary (1991) empregou uma versão diferente de 13 capítulos, a qual ele traduziu ao inglês diretamente do chinês. Os cinco capítulos faltantes à tradução de Wilhelm são muito curtos. Segundo Mori Yuria, é possível que o protótipo tenha tido 20 capítulos, os quais teriam sido reduzidos a 13 por Shao Zhilin por serem considerados redundantes ou menos organizados.

Cleary criticou a validade da tradução de Wilhelm, caracterizando-a como incompleta e imprecisa:
"Como a ainda atual edição Wilhelm/Jung/Baynes deste manual contém contaminações perigosas e enganosas, uma consideração primária foi tornar o conteúdo de O Segredo da Flor de Ouro explicitamente acessível tanto para leigos quanto para especialistas."
Segundo Cleary:
"Embora Jung creditasse O Segredo da Flor de Ouro por ter esclarecido seu próprio trabalho sobre o inconsciente, ele mantinha sérias reservas quanto à prática ensinada no livro. O que Jung não sabia era que o texto que estava lendo na verdade era uma tradução distorcida de uma versão truncada de uma recensão corrompida da obra original."
Cleary dá alguns exemplos da forma como o texto, em sua opinião, foi comumente mal interpretado por Wilhelm e Jung, e descreve tal instância no início do texto:
"Na primeira seção deste texto, por exemplo, Wilhelm traduz zhixu zhiling zhi shen, que significa um espírito (ou seja, mente) que é completamente aberto e completamente eficaz, como "Deus da Máximo Vacuidade e Vida". Com base nesse tipo de tradução, Jung achava que os chineses não tinham ideia de que estavam discutindo fenômenos psicológicos. Ele então tentou repsicologizar a terminologia, mas como não a compreendia bem no início, não pôde deixar de acabar com uma distorção no final."
Entretanto, a versão traduzida de Cleary não forneceu informações suficientes sobre a documentação de sua fonte. Jing Haifeng (1999) e J. J. Clarke (2000) desculparam Jung, por este não ser sinólogo e pelas suas preocupações humanitárias em aliviar o sofrimento, fornecendo entendimentos psicológicos. Clarke também não seguiu Cleary em considerar que a tradução utilizada por Wilhelm seria problemática.
Em sua autobiografia Memórias, Sonhos, Reflexões, Carl Jung afirma que buscara uma conexão entre o entendimento psicológico ocidental e oriental, e que por 15 anos não encontrara paralelos de confirmação do inconsciente coletivo, até a leitura da tradução alemã de O Segredo da Flor de Ouro por Wilhelm. Christopher Cott e Adam Rock consideram que o comentário de Jung deixou de lado muitos construtos presentes em O Segredo da Flor de Ouro. Eles consideram que talvez haja interpretações erradas ao se extrapolarem considerações que originalmente não se encontravam na doutrina taoista. Caifang Jeremy Zhu afirma que foi inadequada por parte de Jung a comparação que ele realizou com a meditação oriental. Ele também nota que outro texto incluído na tradução de Wilhelm, o Hui Ming Jing/Ching ("O Livro da Vida da Sabedoria"), igualmente abrangido pelo comentário de Jung, não é taoista: é de uma vertente do budismo maaiana.